# Улица Новаторов (Салават)
Улица Нова́торов  — улица расположена в 111 квартале в западной части города.

## История
Застройка улицы началась в 1950 году. Улица застроена частными 1—2-этажными частными домами.

## Трасса
Улица Новаторов начинается от Спортивной улицы и заканчивается на улице Шаймуратова.

## Транспорт
По улице Новаторов общественный транспорт не ходит. 